# Kreba-Neudorf
Kreba-Neudorf (alt sòrab: Chrjebja-Nowa Wjes) és un municipi alemany que pertany a l'estat de Saxònia. Es trobava a uns 10 km al nord-oest de Niesky. Comprèn els districtes de Kreba (Chrjebja), Lache (Čorna Truha), Neudorf (Nowa Wjes) i Tschernske (Ćernsk).